# Echigawa (Shiga)
Echigawa (愛知川町 Echigawa-chō?) fue un pueblo localizado en el Distrito de Echi, Shiga, Japón.

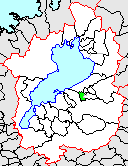
Localización de Echigawa

En 2003, el pueblo tenía una población estimada de 11.401 y una densidad de 881,84 habitantes por km². Su área total era de 12,94  km².

## Historia

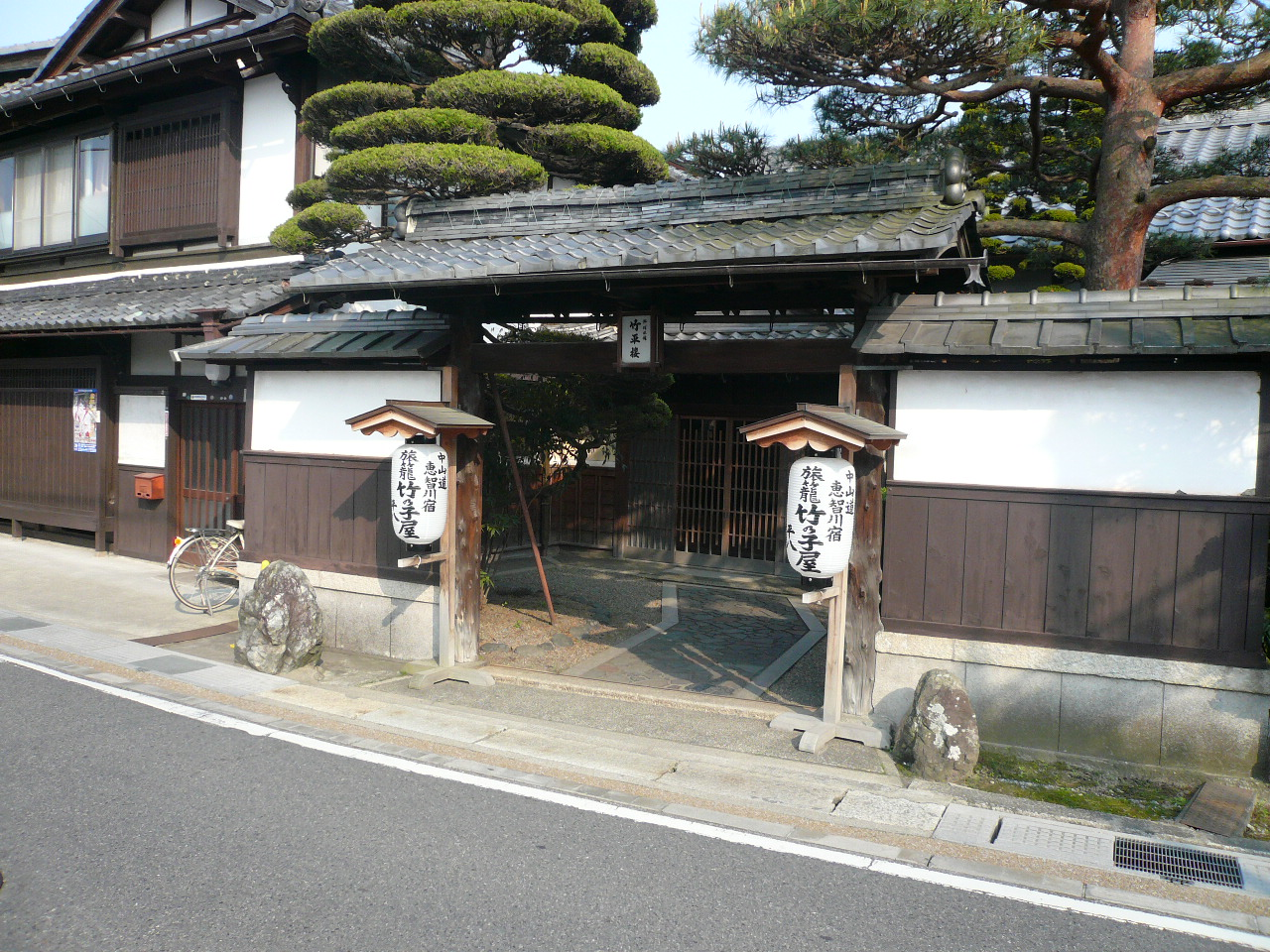
Echigawa-juku, localizada en Echigawa.

Durante el periodo Edo se desarrolló junto a la estación del Nakasendo de Echigawa-juku.
El 13 de febrero de 2006, Echigawa se fusionó con el pueblo de Hatashō, también del Distrito de Echi, para formar el nuevo pueblo de Aishō.

## Transporte

### Ferrocarril
- Línea Principal de Ohmi Railway
  - Estación de Echigawa

### Carretera
Rutas Nacionales
Ruta Nacional 8
Carreteras Regionales Importantes
Carretera de Shiga 20 Tramo Echigawa-Hikone
Carretera de Shiga 28 Tramo Kotō-Echigawa
Carreteras Regionales Secundarias
Carretera de Shiga 213 Tramo Kotō-Hikone
Carretera de Shiga 214 Tramo Echigawa-Teishajō
Carretera de Shiga 221 Tramo Mekada-Kotō
Carretera de Shiga 529 Tramo Kotakari-Echigawa

## Ciudades hermanas
- West Bend, Wisconsin, Estados Unidos